# Mundopa sexmaculata
Mundopa sexmaculata är en insektsart som beskrevs av Melichar 1914. Mundopa sexmaculata ingår i släktet Mundopa och familjen kilstritar. Inga underarter finns listade i Catalogue of Life.